# Jibou
Jibou – miasto w Rumunii, w okręgu Sălaj, w Siedmiogrodzie. Liczy 12 tys. mieszkańców (2006).